# Superman/Batman
Superman/Batman – amerykańska seria komiksowa, wydawana przez DC Comics w formie miesięcznika od października 2003 do sierpnia 2011 roku. Łącznie ukazało się 87 numerów oraz pięć dorocznych wydań specjalnych (Annual). Po polsku sześć pierwszych zeszytów serii ukazało się w 2005 roku w trzech numerach miesięcznika "Dobry Komiks", a w latach 2016–2017 cykl Superman/Batman publikował Egmont Polska w formie tomów zbiorczych, kończąc edycję na ósmym tomie.

## Fabuła
Seria opowiada o dwóch najpopularniejszych superbohaterach z komiksów DC Comics, Supermanie i Batmanie, ich współpracy, przyjaźni i rywalizacji. Jeph Loeb, pierwszy scenarzysta cyklu, stworzył dwutorową narrację, oddając na przemian głos obu bohaterom i dając podwójną perspektywę na ich wspólne przygody. Tę konwencję utrzymali inni scenarzyści.

## Autorzy
(w nawiasach umieszczono numery miesięcznika i dorocznych wydań specjalnych Annual)

### Scenarzyści
Jeph Loeb (#1–25), Sam Loeb (#26), Mark Verheiden (#27–36), Alan Burnett (#37–42), Joe Kelly (#78, Annual #1–2), Dan Abnett i Andy Lanning (#43, 57–59), Michael Green i Mike Johnson (#44–56, 60–63), Len Wein (Annual #3), Joe Casey (#64, 68–71), Scott Kolins (#66–67), Paul Levitz (#72–75, Annual #4), Chris Roberson (#79–80), Cullen Bunn (#81–84)

### Rysownicy
Ed McGuinness (#1–6, 20–25, Annual #1), Pat Lee (#7, 34–36), Michael Turner (#8–13), Carlos Pacheco (#14–18), Ian Churchill (#19), Kevin Maguire (#27), Ethan Van Sciver (#28–31), Matthew Clark (#32–33), Dustin Nguyen (#37–42), Ryan Ottley (Annual #1), Sean Murphy (Annual #1), Carlo Barberi (Annual #1), Scott Kolins (Annual #2), Mike McKone (#43), Shane Davis (#44–49), Ed Benes (#50), Rags Morales (#53–58)

## Wydania zbiorcze
| Tom | Tytuł polski i rok wydania       | Tytuł oryginalny i rok wydania   | Zawartość wydania zbiorczego       |
| --- | -------------------------------- | -------------------------------- | ---------------------------------- |
| 1   | Wrogowie publiczni (2016)        | Public Enemies (2004)            | Superman/Batman #1–6               |
| 2   | Supergirl (2016)                 | Supergirl (2005)                 | Superman/Batman #8–13              |
| 3   | Władza absolutna (2016)          | Absolute Power (2005)            | Superman/Batman #14–18             |
| 4   | Zemsta (2016)                    | Vengeance (2006)                 | Superman/Batman #20–25             |
| 5   | Wrogowie pośród nas (2017)       | Enemies Among Us (2007)          | Superman/Batman #28–33             |
| 6   | Udręka (2017)                    | Torment (2008)                   | Superman/Batman #37–42             |
| 7   | W poszukiwaniu kryptonitu (2017) | The Search for Kryptonite (2008) | Superman/Batman #44–49             |
| 8   | Najwspanialsze światy (2017)     | Finest Worlds (2009)             | Superman/Batman #50–56             |
| 9   |                                  | Night & Day (2010)               | Superman/Batman #60–63, 65–67      |
| 10  |                                  | Big Noise (2010)                 | Superman/Batman #64, 68–71         |
| 11  |                                  | Worship (2011)                   | Superman/Batman #72–75 i Annual #4 |
| 12  |                                  | Sorcerer Kings (2012)            | Superman/Batman #78–84             |